# Церква Воскресіння Христового (Воскресенська слобідка)
Церква Воскресіння Христового — православна церква у селі Воскресенська слобідка, збудована у 1907 році та спалена у 1943 році.

## Історія церкви
Точних відомостей про те, коли було збудовано першу Воскресенську церкву, немає. Відомо лише, що збудували її не пізніше 1760 року. Рік встановлено за найдавнішими сповідними розписами храму, що зберігаються у Центральному державному історичному архіві України. На 1876 рік церква Воскресіння Христового входила до складу Вигурівщино-Слобідської парафії.
Нову церкву Воскресіння Христового у Воскресенській Слобідці було збудовано 1907 року. Як і попередня церква, це був дерев’яний храм. Настоятелем цього храму був отець Олександр Семенович Русанович, уродженець села Гоголів. Він був нащадком давнього роду Русановичів, які були засновниками і київської Русанівки і села Русанів на Броварщині. Він прийняв парафію ще 1903 року, за його священства було збудовано нову церкву, у якій він правив до 1914 року. Помер отець Олександр у рідному Гоголеві під час Голодомору, навесні 1933 року.
Церква продовжувала бути діючою ще на початку 1930-х років, принаймні у 1931–1932 роках. Це підтверджує документ «Висновок інспектора культів Київської міської ради Т. Славної на лист Народного комісаріату освіти УСРР про розбирання церков, які не мають історичного значення, направлений до Президії Київської міської ради від 31 липня 1931 р.», де є такі рядки: «щодо Слобідської церкви – поблизу Києва Слобідок декілька, а не одна, але усі церкви в них функціонують…». Тобто, церква Воскресіння Христового також. Показує церкву і аркуш радянської військової карти 1937 року (по зйомці 1932 року).
Збереглися свідчення старожилів не лише про місце розташування церкви, а й про її долю у 1930-х роках. Церкву було закрито 1939 р. Після закриття церкву було перетворено на клуб (про це дізнаємось з допису «Клуби на околицях» з газети «Пролетарська Правда») та цирк. 
Будівля колишньої церкви згоріла восени 1943 року, коли нацисти при відступі спалили лівобережні поселення.
Знаходилася церква Воскресіння Христового у кварталі між Райдужною вулицею та Воскресенським проспектом, на північ від вулиці Микитенка, за іншими даними — у кварталі сучасних Воскресенського проспекту, вулиць Микитенка, Сірожупанників та Стальського, позаду сучасного авторинку, ближче до вулиці Сірожупанників.